# 拉莫娜·卡普海姆
拉莫娜·卡普海姆（德語：Ramona Kapheim，1958年1月8日—），旧姓扬克（Jahnke），德国女子赛艇运动员。她曾代表东德参加1980年夏季奥林匹克运动会赛艇比赛，获得女子四人单桨有舵手金牌。